# Ellen G. White
Ellen Gould White (Gorham, 26 de novembro de 1827 — Santa Helena, 16 de julho de 1915) foi uma autora americana e co-fundadora da Igreja Adventista do Sétimo Dia. Junto com outros líderes adventistas, como Joseph Bates e seu marido James White, ela foi influente dentro de um pequeno grupo de primeiros adventistas que formaram o que ficou conhecido como Igreja Adventista do Sétimo Dia. White é considerada uma figura importante na história vegetariana dos Estados Unidos. A revista Smithsonian nomeou Ellen G. White entre os "100 americanos mais significativos de todos os tempos".
White afirmou ter recebido mais de 2.000 visões e Sonhos de Deus em reuniões públicas e privadas ao longo de sua vida, que foram testemunhadas pelos pioneiros adventistas e pelo público em geral. Ela descreveu verbalmente e publicou para consumo público o conteúdo de cada visão. Os pioneiros adventistas viam essas experiências como o dom bíblico de profecia conforme descrito em Apocalipse 12:17 e Apocalipse 19:10, que descrevem o testemunho de Jesus como o "Espírito de profecia". Sua série de escritos O Grande Conflito procura mostrar a mão de Deus na história bíblica e na História da Igreja. Este conflito cósmico, referido pelos teólogos adventistas do sétimo dia como o "Grande Conflito", tornou-se fundamental para o desenvolvimento da Teologia adventista do sétimo dia. Seu livro sobre a vida cristã bem-sucedida, Caminho a Cristo, foi publicado em mais de 140 idiomas. O livro Orientação da Criança, uma compilação de seus escritos sobre cuidados, treinamento e educação infantil, tem sido usado como a base para o sistema escolar adventista do sétimo dia.
White era considerada uma figura controversa por seus críticos, e grande parte da controvérsia centrava-se em seus relatos de experiências visionárias e no uso de outras fontes em seus escritos. O historiador Randall Balmer descreveu White como "uma das figuras mais importantes e coloridas da história da religião americana". Walter Martin a descreveu como "uma das personagens mais fascinantes e controversas que já apareceram no horizonte da história religiosa". Arthur L. White, seu neto e biógrafo, escreve que Ellen G. White é a autora de não ficção mais traduzida na história da literatura, bem como a autora americana de não ficção mais traduzida em geral. Seus escritos cobriram uma ampla gama de assuntos, incluindo religião, relacionamentos sociais, profecia, publicações, nutrição, criacionismo, agricultura, teologia, evangelismo, estilo de vida cristão, educação e saúde. Ela defendia o vegetarianismo. Ela promoveu e foi instrumental na criação de escolas e centros médicos em todo o mundo, sendo os mais renomados a Universidade Andrews em Michigan e a Universidade Loma Linda e Centro Médico na Califórnia.
Durante sua vida, ela escreveu mais de 5.000 artigos em periódicos e 40 livros. Em 2019, mais de 200 títulos de White estão disponíveis em inglês, incluindo compilações de suas 100.000 páginas de manuscritos publicadas pelo Ellen G. White Estate, que são acessíveis no Adventist Book Center. Seus livros mais notáveis são Caminho a Cristo, O Desejado de Todas as Nações e O Grande Conflito.

## Biografia

### Nascimento na fazenda

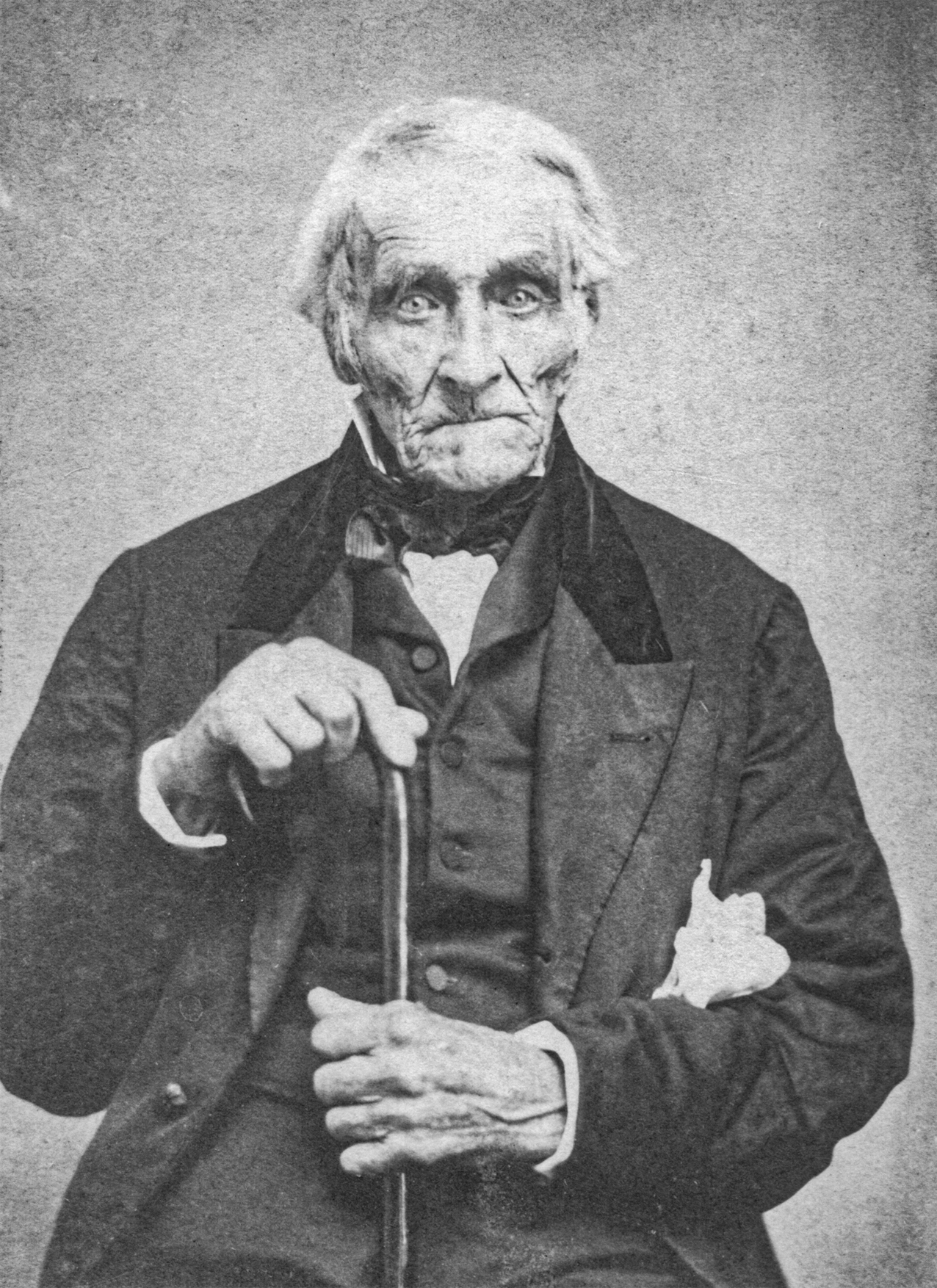
Robert Harmon (1784–1866), Pai de Ellen G. White.

Ellen e sua irmã gêmea Elizabeth nasceram no dia 26 de novembro de 1827. O nascimento ocorreu numa pequena fazenda no nordeste dos Estados Unidos, na cidade de Gorham. Os pais de Ellen, o fazendeiro Robert Harmon e sua esposa Eunice, tinham mais seis filhos além das gêmeas.

### Acidente na cidade
Poucos anos depois do nascimento das gêmeas, Robert Harmon abandonou o trabalho da fazenda e se mudou para a cidade de Portland, onde se dedicou aos negócios exercendo a profissão de chapeleiro. Quando Ellen tinha nove anos de idade, sofreu um grave acidente que quase lhe causou a morte. Ela atravessava a praça da cidade na companhia de sua irmã gêmea e de uma colega quando uma pedra, arremessada por uma garota de aproximadamente treze anos, lhe atingiu o nariz fazendo-a desmaiar. Após acordar tentou ir caminhando para casa, mas sentiu-se atordoada e teve que ser carregada por sua irmã e pela colega. Por conta do acidente, Ellen acabou ficando inconsciente durante três semanas e ninguém além de sua mãe acreditava que ela seria capaz de se restabelecer. Entretanto, Ellen conseguiu recobrar a consciência e foi recuperando as forças vagarosamente. Nos anos seguintes, Ellen sofreu grandemente como resultado deste sério ferimento no nariz, especialmente no que se refere à educação.

### Educação
Durante dois anos, Ellen não podia respirar pelo nariz e pouco frequentou a escola. Ela não conseguia reter na memória o que aprendia. A mesma menina que lhe arremessou a pedra foi nomeada monitora pela professora para ajudar Ellen com os estudos. A menina era meiga e paciente com Ellen e se mostrava triste ao ver Ellen lutando com as dificuldades para aprender. Ellen sofria com o sistema nervoso abalado, mãos trêmulas, tontura e tosse. A mais forte luta da juventude de Ellen foi decidir seguir o conselho dado por suas professoras de abandonar a escola e não retomar os estudos antes de sua saúde melhorar. Ela mesma descreve esta experiência:
Minhas professoras me aconselharam a parar de frequentar a escola e não continuar os estudos até melhorar de saúde. A luta mais terrível da minha infância foi me ver obrigada a ceder à minha fraqueza corporal e decidir que era necessário deixar os estudos e renunciar a toda esperança de educação.  
A educação de Ellen foi limitada aproximadamente aos 10-11 anos.

### Conversão ao metodismo
Em 1840 sua família se envolveu com o Movimento Millerita. Enquanto frequentava as palestras de William Miller, ela se sentia culpada por seus pecados e estava cheia de terror por estar eternamente perdida. Ela descreveu passar noites em lágrimas e orações e estar nessa condição por vários meses. No  mesmo ano, Ellen e seus pais participaram de uma reunião campal da Igreja Metodista em Buxton, Maine, e Ellen, na ocasião com 12 anos de idade, entregou seu coração a Deus. Em 26 de junho de 1842, a seu pedido, ela foi batizada por imersão em Casco Bay, Portland. No mesmo dia, Ellen foi aceita como membro da Igreja Metodista.                        Nos seus últimos anos, ela se referiu a este como o período mais feliz da sua vida. No entanto, o envolvimento de sua família com o Millerismo causou a sua desassociação pela igreja Metodista local.

### O Início de seu ministério
Ellen White relatou sobre sua primeira experiência visionária em dezembro de 1844, aos 17 anos, não muito tempo depois do Grande Desapontamento de 22 de outubro de 1844.
"Nesta época visitei a irmã Haines, uma irmã em Cristo cujo coração estava cingido ao meu. Éramos cinco pessoas, todas mulheres, reverentemente curvadas ante o altar da família. Enquanto orávamos, o poder de Deus desceu sobre mim como antes não o experimentara ainda. Pareceu-me estar rodeada de luz, e ir-me elevando acima da Terra." (Testemunhos Seletos, vol. 2, p. 270)
A primeira visão da Irmã White tinha por objetivo erguer os cristãos desencorajados e fragmentados a fim de uni-los novamente. Ela viu o "povo do advento" viajando em um alto e reto caminho em direção à Nova Jerusalém. "Tinham uma luz brilhante colocada por trás deles no começo do caminho, a qual um anjo me disse ser o "clamor da meia-noite". Alguns dos viajantes ficaram cansados e foram encorajados por Jesus; outros negavam a existência da luz que os guiava e "caíam do caminho para baixo, no mundo tenebroso e ímpio". A visão continuou com cenas da segunda vinda de Cristo, seguida da entrada do povo do advento na Nova Jerusalém; e termina com o retorno de Ellen White à Terra, sentindo-se solitária, desolada e almejando um "mundo melhor". Como Godfrey T. Anderson salienta, "Com efeito, a visão garantiu ao povo adventista um eventual triunfo, a despeito do imediato desespero no qual eles haviam mergulhado.
A segunda visão de White relacionava-se às visões de Crozier sobre O desapontamento de 22 de outubro. Ela tornou-se conhecida como a visão do "Noivo"; Ellen White a recebeu em Exeter, Maine, em fevereiro de 1845. Juntamente com a terceira visão, onde White viu a nova terra, essas visões "Deram um contínuo significado à experiência de outubro de 1844 e apoiou o desenvolvimento do pensamento racional sobre o santuário. Além disso, as visões desempenharam um importante papel no combate às visões espirituais de muitos adventistas fanáticos, retratando Deus e Jesus como seres literais e o Céu como um lugar físico."
Temendo uma recepção negativa, Ellen não compartilhou suas visões com toda a comunidade Milerita, até que, durante uma reunião na casa de seus pais, ela recebeu o que ela considerou como sendo uma confirmação sobrenatural de seu ministério:
"Enquanto orávamos, a densa escuridão que me envolvia foi dispersa, uma luz brilhante, como uma bola de fogo, veio em minha direção. Senti como se ela estivesse sobre mim e então minhas forças foram tomadas. Eu parecia estar na presença de Jesus e dos anjos. Novamente foi dito, ‘Torne conhecido a outros o que lhe revelei’."
Logo em seguida, Ellen começou a dar seu testemunho publicamente, em reuniões que muitas vezes ela mesma organizou; como também nos encontros regulares da Igreja Metodista realizados em casas particulares.
"Combinei reuniões com minhas jovens amigas, algumas das quais eram bem mais velhas do que eu, e algumas eram pessoas casadas. Várias delas eram vãs e irrefletidas; minha experiência assemelhava-se-lhes um conto ocioso, e não davam ouvidos às minhas súplicas. Decidi, porém, que meus esforços não cessariam enquanto essas queridas almas, por quem sentia tão grande interesse, não se entregassem a Deus. Várias noites inteiras foram passadas por mim em fervorosa oração por aquelas a quem eu havia buscado e reunido no intuito de trabalhar e orar por elas."
As notícias de suas visões propagaram-se, e em seguida White fez viagens a fim de pregar aos grupos de seguidores Mileritas no Maine e nas regiões ao redor. Suas visões não foram divulgadas mais amplamente até 24 de janeiro de 1846, quando o relato da primeira visão de White, "Letter From Sister Harmon" foi publicado em Day Star, um folheto Milerita publicado em Cincinnati, Ohio, por Enoch Jacobs. Ela escreveu a Jacobs para encorajá-lo, e embora ela tenha dito que a carta não foi escrita para ser publicada, Jacobs publicou-a da mesma forma. Ao longo dos poucos anos que se seguiram, ela foi republicada de diversas maneiras, fazendo também parte do primeiro livro de White, Christian Experience and Views, publicado em 1851.
Dois Mileritas afirmaram ter tido visões antes de Ellen White – William Ellis Foy (1818-1893), e Hazen Foss (1818-1893). Os Adventistas crêem que o dom oferecido anteriormente a estes dois homens foi transferido para Ellen White, por eles o haverem rejeitado tendo em vista a responsabilidade, o trabalho e as dificuldades que enfrentariam ao se tornarem mensageiros da Palavra do Senhor,

### Casamento e família

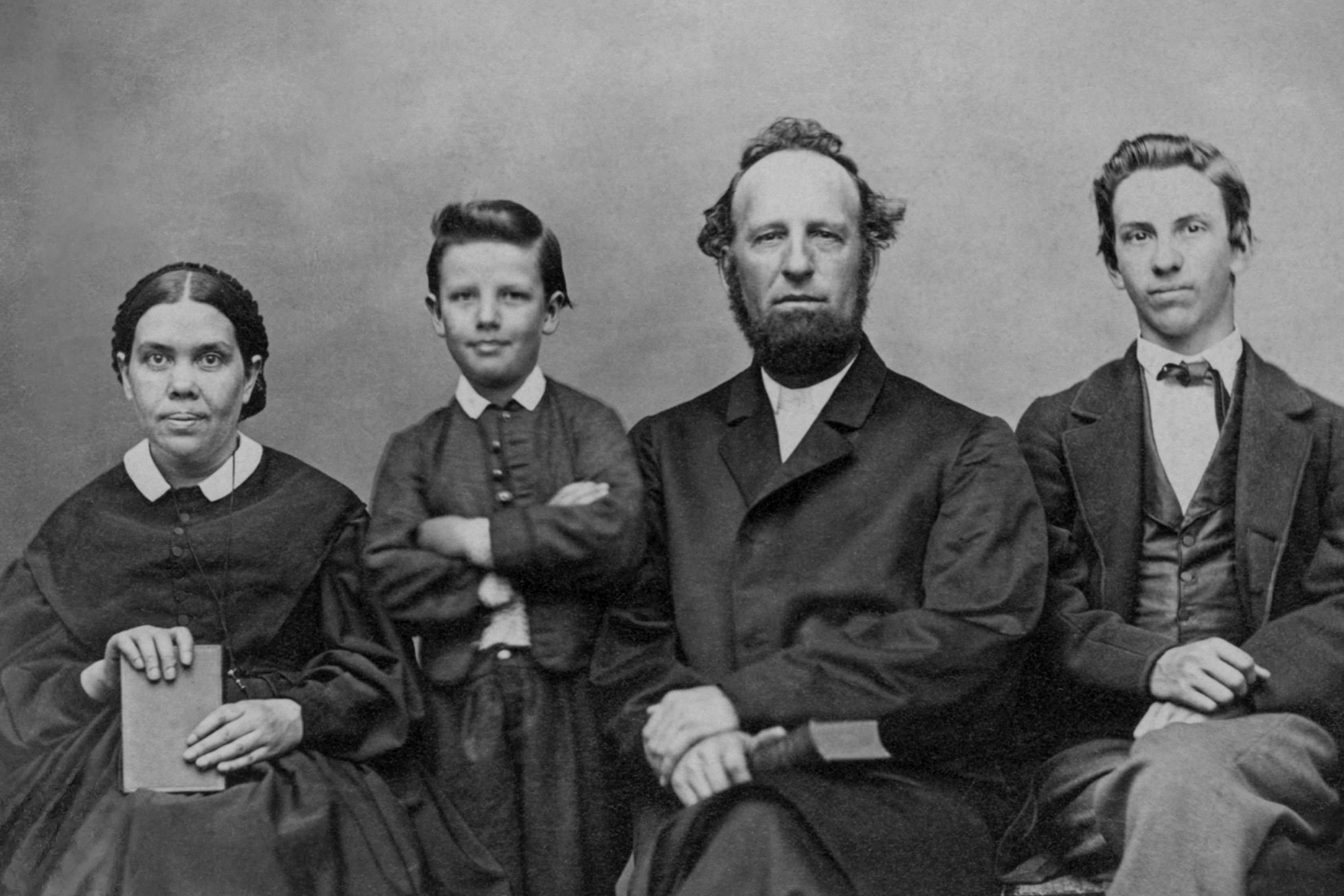
Família de Ellen G. White em 1865.

Em 1845 Ellen encontrou com aquele que viria a ser seu esposo, James Springer White, um milerita que se convenceu de que as visões de Ellen eram genuínas. Um ano mais tarde, James a pediu em casamento, e em 30 de agosto de 1846 eles se casaram perante um juiz de paz em Portland, Maine. Mais tarde James  escreveu:
"Casamo-nos em 30 de agosto de 1846, e daquele momento em diante ela tem sido minha coroa de júbilo… Têm sido na boa providência de Deus que nós temos nos regozijado com a profunda experiência do movimento adventista. Tal experiência é agora necessária para que unamos nossas forças e unidos, possamos trabalhar extensivamente do oceano Atlântico ao Pacífico…"
Tiago e Ellen tiveram quatro filhos, todos homens: Henry Nichols, nascido em 26 de agosto de 1847; James Edson, nascido em 28 de julho de 1849; William Clarence, nascido em 29 de agosto de 1854; e John Hebert, nascido em 20 de setembro de 1860.
Somente Edson e William viveram até a vida adulta. John Hebert morreu de erisipela aos três meses de idade, e Henry morreu de pneumonia aos 16 anos em 1863.

### O decorrer de sua vida

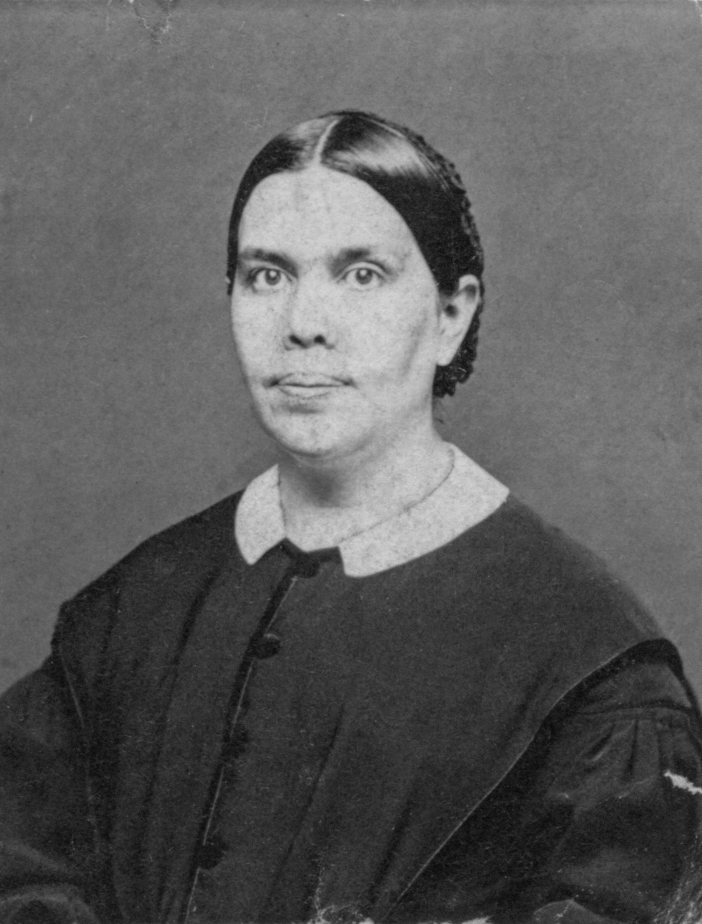
Retrato de Ellen G. White aos 32 anos.

Ao descrever suas experiências com visões, Ellen White dizia ser envolvida por uma brilhante luz. Nestas visões ela estaria na presença de Jesus ou de anjos que lhe mostrariam eventos (históricos e futuros) e lugares (na terra, no céu, ou outros planetas), ou lhe davam informações. Ela descrevia o fim dessas visões como sendo envolvida e trazida de volta à escuridão da Terra. Segundo testemunhado publicamente por congregações e até por descrentes de seu dom, entre eles um médico, quando estava em visão não respirava, ficava de olhos abertos e olhar sereno, como se olhasse ao longe. Neste estado podia ficar por minutos ou horas. Ao sair da visão, lhe era determinado imediatamente escrevê-la.
As transcrições das visões de White geralmente continham teologia, orientações de saúde, de profecia, ou conselhos pessoais a indivíduos ou a líderes adventistas. Um dos melhores exemplos de seus conselhos pessoais é encontrado em um livro intitulado Testemunhos para a Igreja, uma série de 9 volumes, que contém testemunhos publicados para a edificação geral da igreja. As versões faladas e escritas de suas visões desempenham um papel significativo em moldar a estrutura organizacional da emergente Igreja Adventista do Sétimo Dia. Além disso, elas continuam a ser usados por líderes da igreja no desenvolvimento das políticas da Igreja e para a leitura devocional.
Em 14 de março de 1858, em Lovett Grove, Ohio, White recebeu uma visão enquanto participava de um funeral. Naquele dia, Tiago White escreveu que "Deus manifestou Seu poder de forma maravilhosa" acrescentando que "muitos se decidiram a guardar o Sábado do Senhor e se unir ao povo de Deus." Ellen, no seu escrito sobre esta visão, declarou ter recebido instruções práticas para membros da igreja, e algo ainda mais significativo: um vislumbre cósmico do conflito "entre Cristo e Seus anjos, e Satanás e seus anjos." Ellen White exporia este tema do grande conflito que finalmente se transformaria na série Conflito dos Séculos. Segundo seus defensores, foi-lhe mostrado a guerra da secessão americana, o surgimento do moderno espiritismo, a supremacia dos EUA no mundo entre outras profecias com pleno cumprimento.

### O ministério após a morte de seu marido
Após 1882 Ellen White foi assistida de perto por amigos e associados. Ela contratou assistentes literárias que a ajudariam no preparo de seus escritos para a publicação. Também mantinha uma intensiva correspondência com líderes da igreja. Ellen, então, viajou para a Europa em sua primeira viagem internacional. Após seu regresso, ela apoiou E.J. Waggooner e A.T. Jones, jovens pastores, no desenvolvimento da doutrina da Justificação pela Fé. Alguns líderes da igreja resistiram ao seu conselho e, para evitar conflitos, ela foi enviada a Austrália como missionária.

## Morte

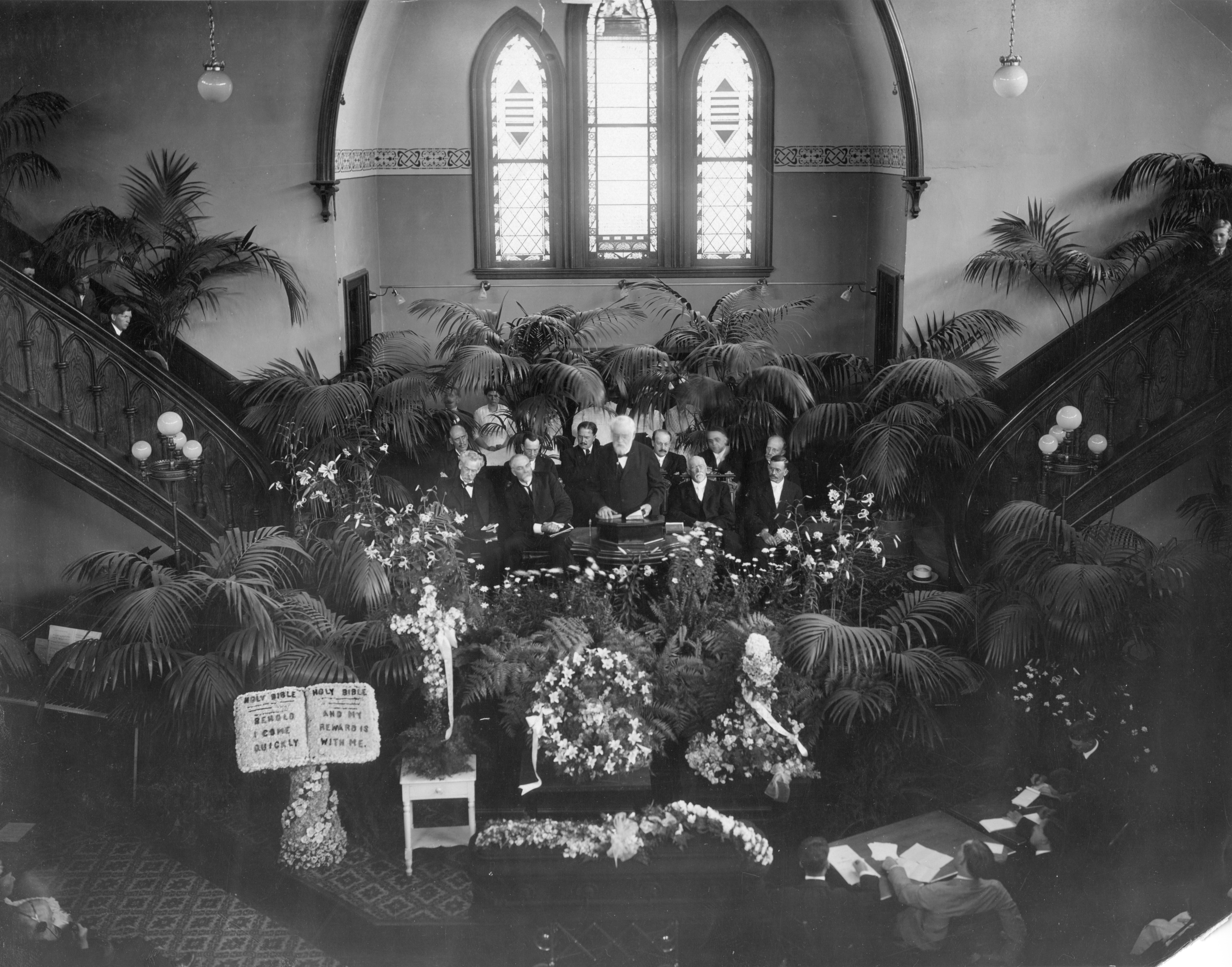
Serviço fúnebre de Ellen G. White no Tabernáculo de Battle Creek antes de seu sepultamento no Cemitério Oak Hill.

Ellen G. White morreu em Santa Helena em 16 de julho de 1915 aos 87 anos. Encontra-se sepultada em Oak Hill Cemetery, Battle Creek, Michigan nos Estados Unidos.  Suas últimas palavras foram: "Eu sei em quem tenho crido."

## A mensagem de Ellen White

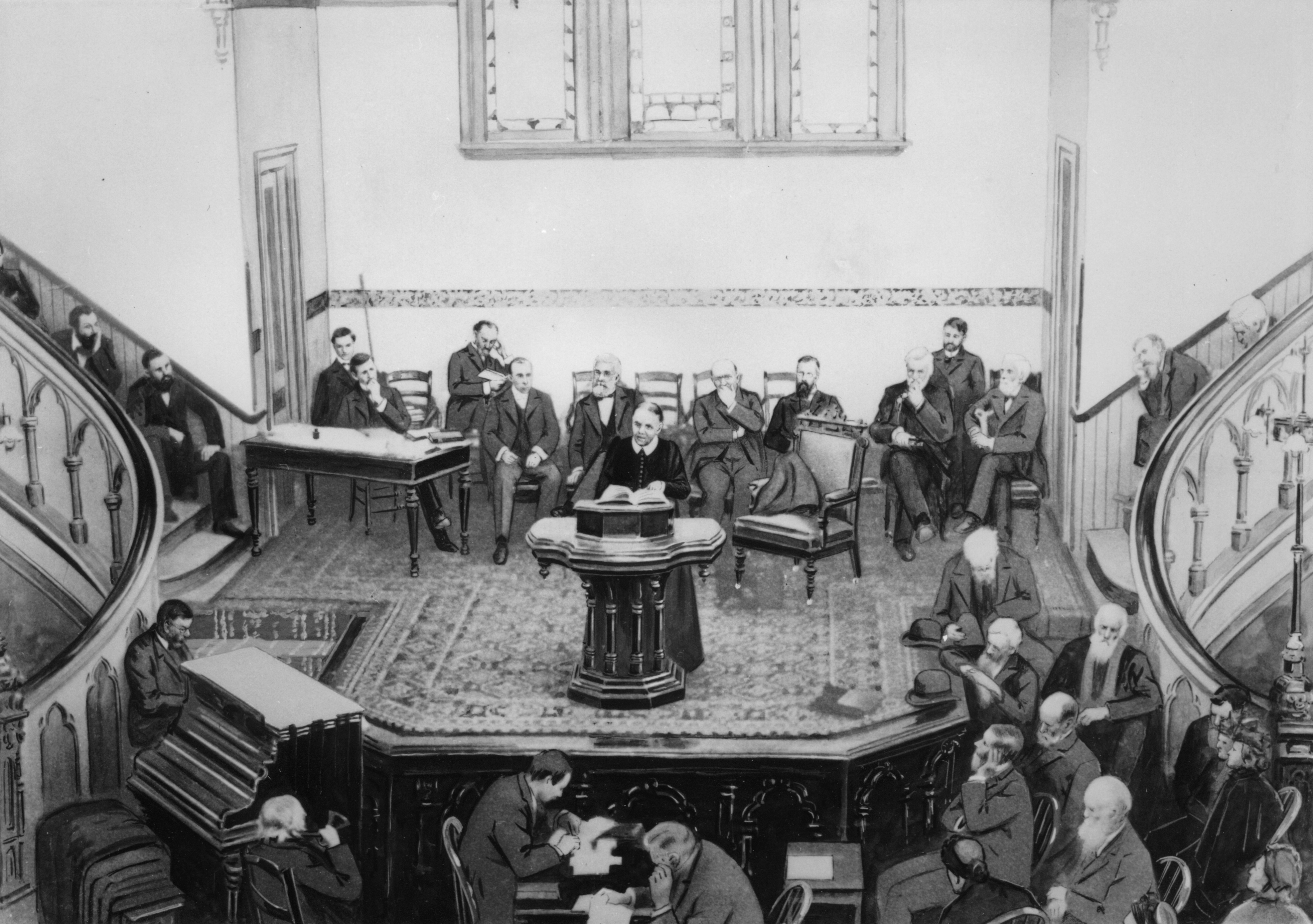
Ellen G. White falando na Sessão da Associação Geral dos Adventistas do Sétimo Dia de 1901.

A vontade de Ellen White era que o todo o mundo fosse "contagiado" pela mensagem da segunda volta de Cristo à Terra para buscar aqueles que servem ao único Deus. Ela diz em seus escritos:
| “ | Eu sinto meu espírito agitado dentro de mim. Eu sinto até o fundo de minha alma que a verdade deve ser levada a outros países e nações, e a todas as classes. Que os missionários da cruz proclamem que há um só Deus, e um Mediador entre Deus e os homens, o qual é Jesus Cristo, o Filho do Infinito Deus. Isto precisa ser proclamado em cada igreja em nossa terra. Os cristãos precisam saber disso, e não colocar os homens onde Deus deveria estar, para que eles não sejam mais adoradores de ídolos, mas sim do Deus vivo. Existe idolatria nas nossas igrejas. | ” |

Muitas vezes, sua mensagem era reflexo dos pensamentos dos Adventistas pioneiros de sua época. Esses pensamentos ela chamou de "Fundamentos da Nossa Fé" e escreveu: "Quando o homem vier mover um alfinete do nosso fundamento o qual Deus estabeleceu pelo seu Santo Espírito, deixe os homens de idade que foram os pioneiros no nosso trabalho falar abertamente, e os que estiverem mortos falem também, reimprimindo os seus artigos das nossas revistas. Juntemos os raios da divina luz que Deus tem dado, e como Ele guiou seu povo, passo a passo no caminho da verdade. Esta verdade permanecerá pelo teste do tempo e da experiência."
Sobre a sublime missão da mulher (ser mãe), escreveu Ellen G. White: "Ela não tem, como o artista, de pintar na tela uma bela forma, nem como o escultor, de cinzelá-la no mármore. Não tem como o escritor, de expressar um nobre sentimento em eloquentes palavras, nem como o músico, de exprimir em melodia um belo sentimento. Ela tem, sim, com o auxílio divino, de gravar na alma humana a imagem de Deus".

## A posição da Igreja Adventista sobre o dom de Ellen White
Manifestações proféticas foram descritas diversas vezes na Bíblia. Com base nos ensinamentos bíblicos de Joel 2 e Efésios 4, os adventistas do sétimo dia entendem que nos "últimos dias" (período que antecede a segunda vinda de Jesus) o "dom de profecia" seria novamente manifestado entre os cristãos para orientar a Igreja. Os adventistas se identificam como sendo o povo remanescente descrito em Apocalipse 12:17, o qual "guarda os mandamentos de Deus e tem o testemunho de Jesus". Para os adventistas, o "testemunho de Jesus" (que é o dom da profecia segundo Apocalipse 19:10) também consiste nas mensagens de Ellen White.
Baseados nos exemplos e ensinamentos bíblicos, os adventistas entendem que existem quatro características que distinguem um verdadeiro profeta de um falso profeta:
1. Sua mensagem deve estar em plena concordância com a Bíblia.
2. Sua mensagem deve reconhecer a divindade e encarnação de Jesus Cristo.
3. Deve produzir bons frutos em sua vida particular e,( grupal ) e sua mensagem deve impactar positivamente a vida daqueles que a aceitam.
4. Suas predições devem cumprir-se em consonância  com as escrituras.

Para os adventistas, Ellen White possui todas estas quatro características e, portanto, eles a consideram uma profetisa contemporânea. Os adventistas, entretanto, não colocam Ellen White na mesma categoria dos grandes profetas como Isaías, Jeremias, Ezequiel e Daniel, cujos escritos formam parte das Escrituras Sagradas. Eles entendem que Ellen White entra na linha de profetas que foram chamados por Deus para dar ânimo, conselho e admoestação ao povo de Deus, mas cujos escritos não entram no cânon sagrado. Temos os seguintes exemplos de profetas desta linha: Natã, Gade, Enã, Semaías, Azarias, Eliézer, Aías, Ido e Obede no Antigo Testamento, e Simeão, João Batista, Ágabo e Silas no Novo. A linha também inclui mulheres como Miriã, Débora e Hulda, que foram denominadas profetisas, em tempos antigos, bem como Ana ao tempo de Cristo, e as quatro filhas de Filipe, "que profetizavam" segundo Atos 21:9. Lucas 8:19 a 21

## A posição de Ellen White sobre o seu dom
Ellen White jamais assumiu o título de profetisa, mas não se opunha a que os outros assim a identificassem. Ela explicou:
Cedo em minha juventude foi-me perguntado muitas vezes: É você uma profetisa? Sempre tenho respondido: Sou a mensageira do Senhor. Sei que muitos me têm chamado de profetisa, mas jamais reivindiquei esse título. ... Por que não reivindico ser chamada de profetisa? Porque nestes dias muitos que audaciosamente pretendem ser profetas, representam um opróbrio à causa de Cristo; e porque minha obra inclui muito mais
do que o termo ‘profeta’ significa. ... Reivindicar ser profetisa é algo que jamais fiz. Se outros me chamam por esse nome, não discuto com eles. Mas a minha obra abrange tantos aspectos, que não posso chamar-me a mim mesma senão uma mensageira.— Ellen G. White

## Obra literária de Ellen White[31]
Durante sua vida, Ellen White escreveu a mão mais de 5 mil artigos e 40 livros. À época de sua morte as produções literárias de Ellen White totalizavam aproximadamente 100 000 páginas: 24 livros em circulação; dois manuscritos de livros prontos para publicação; 5 000 artigos em periódicos da igreja; mais de 200 tratados e panfletos; aproximadamente 35 000 páginas datilografadas de documentos e cartas manuscritas; 2 000 cartas escritas à mão e diários, que resultaram, quando copiados, em outras 15 000 páginas datilografadas. As compilações dos escritos de Ellen White feitas após a sua morte totalizam um número de livros em circulação de mais de 130. Hoje em dia, incluindo compilações de seus manuscritos, mais de 150 livros estão disponíveis em inglês, e cerca de 90 em português.

### Temática
As obras de Ellen White tratam de teologia, evangelização, vida cristã, educação e saúde (ela foi uma defensora do vegetarianismo). Seus escritos são restauracionistas e se esforçam para mostrar a mão de Deus guiando os cristãos ao longo da história. Nos seus livros, ela evidencia a existência de um conflito cósmico sendo travado na terra entre o bem (Deus) e o mal (Satanás). Esse conflito é conhecido como “o grande conflito” e foi fundamental para o desenvolvimento da teologia adventista.

### Popularidade
Na década de 1980, Roger W. Coon (autor do livro "A Gift of Light") fez uma pesquisa na Biblioteca do Congresso dos Estados Unidos e concluiu que, naquela época, Ellen White era a quarta autora mais traduzida na história da literatura, possuindo livros traduzidos para 117 línguas diferentes. Como os três primeiros colocados eram homens não americanos, isto conferiu a Ellen White, naquela época, o título de escritora mulher mais traduzida de todos os tempos bem como o título de autor americano mais traduzido de todos os tempos.
Atualmente, quase três décadas depois da pesquisa de Roger W. Coon, Ellen White possui livros traduzidos em mais de 160 línguas diferentes. O seu livro mais popular é Caminho a Cristo, que apresenta a essência do viver cristão. Este livro foi publicado pela primeira vez em 1892 e, de acordo com o The Ellen G. White Estate (organização proprietária dos escritos originais de Ellen White e responsável pela publicação de suas obras), desde então já foi publicado em mais de 165 línguas. Assim, embora não se tenha um ranking atual exato, este número certamente faz do livro "Caminho a Cristo" uma das obras literárias mais traduzidas de todos os tempos e, consequentemente, de Ellen White uma das escritoras mais traduzidas da história da literatura mundial.
Outras obras bastante populares de Ellen White são The Desire of Ages, que apresenta uma biografia de Jesus Cristo, e "O Grande Conflito", que narra o conflito entre o bem e o mal começando pelo início do cristianismo e chegando até o final dos tempos.

### Assistentes literários
Ao escrever, Ellen White nem sempre usava de maneira perfeita a gramática, ortografia, pontuação, construção de sentenças ou parágrafos. Ela reconhecia francamente sua falta de tais habilidades técnicas. Em 1873 ela lamentou: "Não sou um erudito. Não posso preparar meus próprios escritos para o prelo.... Não sou um gramático" (Mensagens Escolhidas, vol. 3, p. 90). Ela sentiu necessidade da ajuda de outros no preparo de seus manuscritos para publicação.
Seu filho W. C. White descreve os limites que ela estabeleceu para os assistentes: "Aos copistas de mamãe é confiada a obra de corrigir os erros gramaticais, de eliminar repetições desnecessárias, e de agrupar os parágrafos e seções na melhor ordem....As experientes colaboradoras de minha mãe, tais como as irmãs Davis, Burnham, Bolton, Peck e Hare, que estão muito familiarizadas com seus escritos, são autorizadas a pegar uma sentença, parágrafo, ou seção de um manuscrito e incorporá-los em outro manuscrito onde o mesmo pensamento foi expresso mas não tão claramente. Mas nenhuma das funcionárias de mamãe está autorizada a fazer acréscimos aos manuscritos introduzindo ideias próprias" (W. C. White para G. A. Irwin, 7 de maio de 1900).
Apesar do trabalho dos assistentes, nada ficava sem a supervisão de Ellen White: "Leio tudo que é copiado, para ver se tudo está como deveria. Leio todo o manuscrito do livro antes de mandá-lo para o impressor. Desta maneira, você pode ver que meu tempo é completamente ocupado" (Carta 133, 1902).

### Omissão de trechos
Em 1883, respondendo à acusação de que havia suprimido parte de sua mensagem, Ellen White escreveu: "Ao contrário de desejar reter qualquer coisa que eu tenha publicado, sentiria grande satisfação em dar ao público cada linha de meus escritos já publicados". (Mensagens Escolhidas, vol. 1, p. 60)
Uma análise das alegadas "supressões" de Ellen White pode ser encontrada em Ellen G. White and Her Critics, de F. D. Nichol, pp. 267–285 e 619-643.

### Disponibilidade
Quase a totalidade dos escritos publicados de Ellen White podem ser acessados online gratuitamente, em dezenas de diferentes idioma incluindo o português. Tais obras também podem ser acessadas através de aplicativo de celular e baixadas em formato de ebook. Algumas delas também podem ser baixadas em formato de audiolivro.
As obras não publicadas (cartas e manuscritos) podem ser pesquisados para estudo em um dos diversos "Centros de Pesquisa Ellen G. White" da IASD estabelecidos ao redor do mundo, dois dos quais no Brasil (um no UNASP de Engenheiro Coelho-SP e outro na FADBA em Cachoeira-BA).

## Títulos principais
A seguir, uma lista dos escritos mais populares e influentes de Ellen White.

###### Série Conflito (série de livros)
- Patriarcas e Profetas (Patriarchs and Prophets - 1890) - Reflexões sobre a primeira metade do Antigo Testamento.
- Profetas e Reis (Prophets and Kings - 1917) - Reflexões sobre a segunda metade do Antigo Testamento.
- O Desejado de Todas as Nações (The Desire of Ages - 1898) - Reflexões sobre a vida de Jesus Cristo.
- Atos dos Apóstolos (The Acts of the Apostles - 1911) - Reflexões sobre a igreja primitiva do Novo Testamento.
- O Grande Conflito (The Great Controversy - 1888) - Reflexões sobre a história cristã e profecias sobre o fim dos tempos.

###### Outros:
- Caminho a Cristo (Steps to Christ - 1892[43]) - Um livro evangelístico explicando como ter uma conexão viva com Jesus Cristo.
- Caminho a Jesus (Steps to Christ - 1892) (nova edição) 1910
- Parábolas de Jesus (Christ's Object Lessons - 1900) - Uma exposição do significado das parábolas de Jesus.
- O Maior Discurso de Cristo (Thoughts from the Mount of Blessing - 1896) - Uma exposição das lições de Jesus no Sermão da Montanha.
- Primeiros Escritos (Early Writings - 1882).
- Educação (Education - 1903).
- A Ciência do Bom Viver (The Ministry of Healing - 1905).
- Adultério, Divórcio e Novo Casamento - (1984) - Compilação de artigos feita pelo White Estate e traduzida ao português pelo Centro de Pesquisas Ellen G. White.
- O Lar Adventista (The Adventist Home) - São abordados temas importantes como o casamento, construindo o lar, o cuidado e edificação da família e outros.
- Ellen G. White Review and Herald Articles[44], vol. 1. Os artigos de Ellen White publicados na revista Review and Herald de 1849 a 1885, 1962.
- Ellen G. White Review and Herald Articles, vol. 2. Artigos de 1886 a 1892.
- Ellen G. White Review and Herald Articles, vol. 3. Artigos de 1893 a 1898.
- Ellen G. White Review and Herald Articles, vol. 4. Artigos de 1899 a 1903.
- Ellen G. White Review and Herald Articles, vol. 5. Artigos de 1904 a 1909.
- Ellen G. White Review and Herald Articles, vol. 6. Artigos de 1910 a 1915.
- Ellen G. White Signs of the Times Articles, vol. 1. Artigos de Ellen White publicados na revista Signs of the Times de 1874 a 1885, 1974.
- Ellen G. White Signs of the Times Articles, vol. 2. Artigos de 1886 a 1892.
- Ellen G. White Signs of the Times Articles, vol. 3. Artigos de 1893 a 1898.
- Ellen G. White Signs of the Times Articles, vol. 4. Artigos de 1899 a 1915.
- Evangelismo (Evangelism - 1946) - Um guia para evangelismo pessoal e público.
- Fé e Obras (Faith and Works - 1979) - Sermões e artigos de Ellen White sobre o tema justificação pela fé.
- Orientação da Criança (Child Guidance - 1954) - Como cuidar das crianças, educá-las e formá-las segundo as ordens de Deus.
- Vida e Ensinos (Christian Experience and Teachings of Ellen G. White - 1922) - Apresenta a vida e escritos de Ellen White.
- Conselhos Sobre o Regime Alimentar (Counsels on Diet and Foods - 1938) - Como a sua dieta pode estar inteiramente relacionada a um viver mais saudável.
- Para onde caminha o mundo? (Darkness Before Dawn - 1997) - Artigo escrito por Ellen G. White que mostra o que é importante saber nesses dias tumultuados da história.
- Primeiros Escritos (Early Writings - última versão publicada em 1882) - O primeiro livro de Ellen White publicado inicialmente em 1851, 1854 e 1858, 1882.
- Ellen G. White 1888 Materials (1988) - Todo o material escrito por Ellen White referente à Conferência de Minneapolis em 1888, em 4 volumes.
- A Igreja Remanescente (God’s Remnant Church - 1950) - Conselhos relevantes sobre a igreja remanescente.
- O Grande Conflito entre Cristo e Satanás (The Great Controversy Between Christ and Satan - 1911) - Inicia na história da destruição de Jerusalém, e segue discorrendo os assuntos mais importantes do conflito entre Cristo e Satanás como foram vistos na história da igreja cristã até os nossos dias como serão no futuro, baseado no que a Bíblia diz que vai acontecer.
- Eventos Finais (Eventos Finais - 1992) - Este livro traz uma mensagem de advertência concernente ao tempo do fim.
- Cartas a Jovens Namorados (Cartas a Jovens Namorados - 1983) - Cartas de aconselhamento a jovens enamorados.

## Legado Histórico

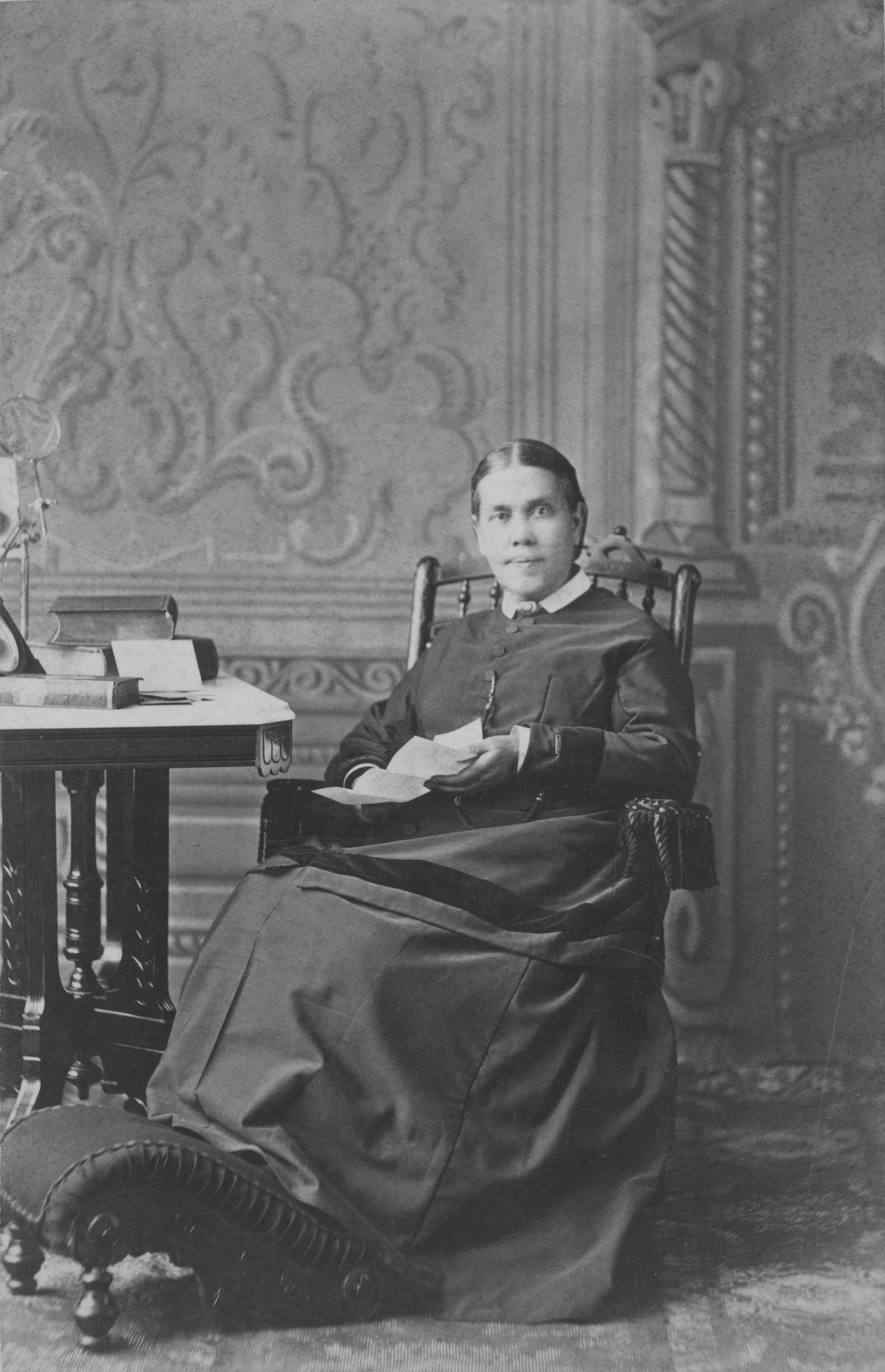
Ellen G. White aos 51 anos. Este era um dos retratos favoritos de Ellen White. Ela o usava frequentemente ao trocar fotos com amigos e parentes.

Segundo um autor evangélico, "Nenhum líder cristão ou teólogo exerceu tanta influência sobre uma denominação específica como Ellen White exerceu sobre o Adventismo." Outros autores afirmaram que "Ellen G. White foi, sem dúvida, a adventista do sétimo dia mais influente na história da igreja." Ela é frequentemente mencionada na mídia não adventista, como a revista Parade, que em 2022 incluiu uma citação de White em sua lista das 100 melhores citações de amor.

### Ellen G. White Estate
A Ellen G. White Estate, Inc., foi formada como resultado do testamento de White. Consiste em uma junta autoperpetuante e uma equipe que inclui um secretário (agora conhecido como diretor), vários associados e uma equipe de apoio. A sede principal está no quartel-general da Conferência Geral dos Adventistas do Sétimo Dia em Silver Spring, Maryland. Filiais estão localizadas na Universidade Andrews, Universidade Loma Linda e Universidade Oakwood. Existem 15 centros de pesquisa adicionais localizados nas 13 divisões restantes da igreja mundial. A missão da White Estate é circular os escritos de Ellen White, traduzi-los e fornecer recursos para ajudar a entender melhor sua vida e ministério. Na Sessão da Conferência Geral de Toronto (2000), a igreja mundial expandiu a missão da White Estate para incluir a responsabilidade de promover a história adventista para toda a denominação.

### Locais históricos adventistas
Várias das casas de White são locais históricos. A primeira casa que ela e seu marido possuíram agora faz parte da Vila Adventista Histórica em Battle Creek, Michigan. Suas outras casas são de propriedade privada, com exceção de sua casa em Cooranbong, Austrália, que ela chamou de "Sunnyside", e sua última casa em Saint Helena, Califórnia, que ela chamou de "Elmshaven". Estas duas últimas casas são de propriedade da Igreja Adventista do Sétimo Dia. A "Elmshaven" é um Marco Histórico Nacional.

### Colégio Avondale
White inspirou e orientou a fundação do Colégio Avondale, Cooranbong, deixando um legado educacional de seu tempo na Austrália. O Colégio Avondale é a principal instituição terciária adventista do Sétimo Dia na Divisão do Pacífico Sul dos Adventistas do Sétimo Dia|Divisão do Pacífico Sul. Em 2021, a casa restaurada de White, Sunnyside, foi reaberta ao público. A casa tem elementos arquitetônicos da Nova Inglaterra adaptados para a Austrália.

### Outros locais
Em Florença, Itália, uma rua é nomeada em homenagem a White. A via Ellen Gould White leva ao Instituto Adventista "Villa Aurora" no Viale del Pergolino.

### Comida vegetariana
White teve uma grande influência no desenvolvimento de alimentos vegetarianos e empresas de produtos alimentícios vegetarianos. Nos EUA, estes incluíam granola, flocos de milho Kellogg's, cereais Post, leite de soja Soyalac, Worthington Foods, La Loma Foods e Morningstar Farms. Em 2022, a Conferência de Nova York dos Adventistas do Sétimo Dia listou 33 restaurantes vegetarianos afiliados aos adventistas, a maioria localizada nos Estados Unidos, incluindo seis no Texas. Em Kingston, Jamaica, as três lojas de alimentos saudáveis Maranatha e um restaurante baseiam-se nos ensinamentos de saúde de White.
Em 2021, uma coluna de opinião na publicação da indústria de carne bovina australiana Beef Central criticou a influência da igreja adventista do sétimo dia na formação da política alimentar nacional, traçada a White e à fundação em 1897 da Sanitarium Health and Wellbeing Company, que fabrica carnes vegetais Veggie Delights. Em 2022, a jornalista Avery Yale Kamila disse que "a influência profunda e duradoura de White sobre a comida vegetariana nos Estados Unidos continua até hoje."

## Controvérsias
Ellen G. White foi uma figura controversa em seu tempo, gerando ainda hoje muitas discussões, especialmente entre outros grupos cristãos, assim como de pessoas de outras religiões. Ellen afirmou ter recebido uma visão logo após o Grande Desapontamento Milerita. Num contexto onde muitas outras pessoas alegavam também terem recebido visões, ela era conhecida por sua convicção e fervorosa fé. Randall Balmer, a descreveu como "uma das figuras mais vibrantes e fascinantes da história da religião americana." Já Walter Martin afirmou que ela era "uma das personagens mais fascinantes e controversas do seu tempo a aparecer no horizonte da história religiosa."
Alguns ensinamentos de Ellen G. White causaram controvérsia, tanto na academia quanto entre religiosos. Passagens da obra de Ellen G. White também já foram acusadas de racismo e de plágio. Entre as polêmicas, encontram-se repreensões contra casamento de brancos com negros, a masturbação e o consumo de carnes consideradas nos livros do Antigo Testamento na Bíblia como imundas, principalmente a de porco, que, segundo revelado a Ellen G. White, causaria males a saúde.